# Grădini
Grădini – wieś w Rumunii, w okręgu Marusza, w gminie Valea Largă. W 2011 roku liczyła 210 mieszkańców.